# Chronozentrismus
Chronozentrismus (chronos, griech. „Zeit“; centrum, latein. bzw. (alt)griech. kéntro(n) „Mittelpunkt“) beschreibt zunächst die Vorstellung, eine bestimmte Gegenwart sei im Unterschied zu vergangenen oder zukünftigen Zeiten überlegen.

## Definition
Der Begriff taucht zum ersten Mal Mitte der 1970er Jahre in einem Artikel von Jib Fowles im wissenschaftlichen Diskurs auf. Chronozentrismus wird von ihm definiert als:
The idea that our era is more significant than others provokes no chagrin; at worst, it is considered platitudinous. The immensity of the deception goes unnoticed. Chronocentrism – to give a name to the misconception – is the believe that one’s times are paramount, that other periods pale in comparison. It is a faith in the historical importance of the present. A such, it suggests a slighting of the past and future (FOWLES 1974, S. 65).

## Begriffsgeschichte
FOWLES vorgebrachte Kritik galt einer Gruppe von damaligen Futuristen, die die Vorstellung teilten, die Gegenwart sei das Scharnier der Geschichte. So würden gegenwärtige (im Sinne von contemporary) gesellschaftliche Verhältnisse als ein Umbruch in der Zeit wahrgenommen. Auf die Zukunft werde sich mittels langfristiger Planung und initiierten Programmen vorbereitet, um diese zu kontrollieren. Damit würden jedoch Strukturen geschaffen, die den zukünftigen Generationen unpraktikabel erscheinen mögen. In der angelegten Analogie zum Ethnozentrismus, postuliert FOWLES daher einen temporalen Imperialismus, wenn er schreibt: 
Just as ethnocentrism accompanied imperialism, chronocentrism suits a growing conviction that the future must be dominated. The propriety of tampering with the future has become the first article of faith among futurists. „We want to forecast in order to act“ , says Bertrand de Jouvenel, the pre-eminent theorist of futures research, echoing the pattern of missionaries who first familiarised themselves with the language and ways of those they intended to bring under their sway. Futurists seem little concerned with what it means to make the future the subject of actions taken in the present (FOWLES 1974, S. 65).

### Ähnlichkeiten zu anderen Begriffen
Darüber hinaus sind Arbeiten zu finden, die Ähnliches thematisieren, von denen sich an dieser Stelle aber konzeptionell distanziert werden muss:
1. Temporocentrism ist ein Begriff, der aus der Geschichtswissenschaft stammt und bereits Elemente lange vor FOWLES und dessen vorgelegten Begriffsbedeutung von Chronozentrismus vorwegnimmt:

[. . .] may be defined as the unexamined and largely unconscious acceptance of one’s own century, one’s own era, one’s own lifetime, as the center of sociological significance, as the focus to which all other periods of historical time are related, and as the criterion by which they are judged. It is thus the temporal analogue of ethnocentrism (BIERSTEDT 1948, S. 27–28). 
In einem ähnlichen Bedeutungsumfang taucht der Begriff Temperocentrism in einem Artikel von C. Milton COUGHENOUR und John B. STEPHENSON aus dem Jahr 1972 auf. Inwieweit die Begriffe aufeinander rekurrieren, kann im Rahmen dieser Arbeit nicht nachvollzogen werden. FOWLES jedenfalls bezieht sich in seinem Artikel weder auf COUGHENOUR und STEPHENSON noch auf die Ausführungen von Robert BIERSTEDT oder solchen Autoren, die diese Begriffe benutzt haben. 
2. Ageism zielt ab auf die Überhöhung einer Menschengruppe eines bestimmten Kohortes, meist Menschen fortgeschrittenen Alters. Einen Einstieg in das Themenfeld der Altersdiskriminierung bietet der Sammelband von NELSON (2002) und ein Instrumentarium zur Messung von Ageism wird bei PALMORE (2001) vorgestellt.
Während ein abweichender Schwerpunkt in der Diskriminierung einer bestimmten Altersgruppe beim Ageism gelegt wird, sind Temporocentrism bzw. Temperocentrism weitgehend identisch mit der Bedeutung von Chronozentrismus. Der Kreis der Autoren, die sich explizit mit dem Begriff des Chrono-/Temporo-/Temperocentrism befassen, ist klein, überschaubar und stark interdisziplinär. Beispielsweise legt ROCK (2005) in einer Zitationsstudie über die kriminologische Forschung dar, dass Arbeiten, die älter als 15 Jahre alt sind, von Wissenschaftlern weitgehend ignoriert würden. Vgl. auch Arbeiten in der Ethnologie STRECK (1990) und in der Linguistik BROMHEAD (2009). FOWLES ist der erste Autor, der Chronozentrismus thematisiert und entsprechend systematisiert. Danach werden vereinzelt Arbeiten publiziert, die das Konzept mit Verweis auf FOWLES nutzen, aber weder kritisch bewerten noch auf aktuelle Diskurse übertragen und diskutieren.

### Begriffserweiterungen
Achim LANDWEHR (2012; 2016) verweist indessen nicht auf FOWLES, benutzt den Begriff jedoch ohne eingehende Erörterung in dessen Bedeutungsumfang, um zu postulieren: 
Mit dem Denkmodell der Ungleichzeitigkeit sicherten sich die Europäer das temporale Monopol auf die soziokulturelle Gegenwart. Der Eurozentrismus war also immer auch ein Chronozentrismus (LANDWEHR 2012, S. 22).
LANDWEHR geht damit einen Schritt weiter, nämlich den Begriff des Chronozentrismus auf die implizite Vielschichtigkeit von temporalen Schichtungen bzw. Chronoferenzen zu beziehen und nicht nur, wie bei FOWLES, auf die Über(be)wertung der Gegenwart. Insofern macht LANDWEHR auf eine weitgehend bestehende Forschungslücke zur Beschreibung der zeitlichen Überlegenheitskonstruktion ausgehend von einer bestimmten Zeitperspektive aufmerksam. Der Begriff Chronozentrismus verändert seine Bedeutung zu einem zentralen Hilfsinstrumentarium zur gehaltvollen Beschreibung des Eurozentrismus und somit der Moderne als Epoche und Produkt eurozentrischer Epistemologie.

## Wissenschaftlicher Chronozentrismus
An anderer Stelle wird ein Chronozentrismus in den Gesellschaftswissenschaften postuliert. Auf Grundlage eines theo-philosophischen Erbes sei die ideengeschichtliche Prägung nachhaltig in dem gesellschaftswissenschaftlichen Denken verankert. Somit sei die lineare Zeitvorstellung des antike Philosophie Griechenlands durch die Heilsgeschichte des Zoroastrismus zumindest in Teilen beeinflusst worden. Der in diesem Zusammenhang benutzte Begriff Chronozentrismus kann definiert werden 
als eine in der aktuellen Gegenwart vollzogene Überlegenheitskonstruktion, die sich ausgehend von einer objektivistischen Temporalitätsperspektive gegenüber anderen sozialen Zeiten diskriminierend erhöht.
Die daraus entstehenden Konsequenzen eines temporalen Ethnozentrismus, wie schon zuvor von LANDWEHR formuliert, würden in der Re-Produktion von Methodik und der Theoriebildung in den Gesellschaftswissenschaften zu einem Problem. Unter wissenschaftlichem Vorzeichen käme es zu einer konstruierten Allochronie des Anderen bzw. des Forschungsobjektes, die sowohl Individuen einschließe als auch Gruppen und ganze Gesellschaften.